# アロンソ・テンヤ
アロンソ・テンヤ（Alonso Tenya、1997年6月25日 - ）は、東京都生まれ、ペルー共和国リマ郡リマ出身の元野球選手（投手、外野手）。

## 経歴
東京都で生まれたが、育ちはペルー共和国リマ郡リマである。
2015年の南アメリカ野球選手権のペルー代表に選出された。同大会では3位となった。
2016年の南アメリカ野球選手権のペルー代表に選出され、2大会連続2度目の選出を果たした。同大会では3位となった。
2019年7月から8月にかけて地元のリマで開催され、開催国としてではあるがペルーにとって初出場となったリマパンアメリカン競技大会野球競技のペルー代表に選出された。

## 人物
憧れの選手はイチローで、憧れのお気に入りの野球チームはニューヨーク・ヤンキースである。
大学ではマーケティングの中でも経営管理を専攻していた。

## 詳細情報

### 代表歴
- 2015年南アメリカ野球選手権ペルー代表
- 2016年南アメリカ野球選手権ペルー代表
- 2019年パンアメリカン競技大会野球ペルー代表